# Grube Hövel
Die Grube Hövel ist eine ehemalige Blei-Grube des Bensberger Erzreviers in Bergisch Gladbach. Das Gelände gehört zum Stadtteil Sand.

## Geschichte
Aufgrund eines Mutungsgesuchs vom 18. Januar 1865 erfolgte die Verleihung des Grubenfeldes am 11. August 1868 mit dem Namen Hövel auf Blei. Über den Betrieb der Grube gibt es keine Informationen.

## Lage und Relikte
Das Grubenfeld Hövel lag zwischen Rommerscheid und Bonnschlade. Mehrere Pingen von Tagebau und Halden liegen an einem Hang in dem Waldstück zwischen dem Haus Lohplatz 27 und dem Parkplatz an der Dombach-Sander-Straße. Im oberen Hangbereich erkennt man eine zum Teil mit Gartenabfällen angefüllte Pinge, der zwei Halden vorgelagert sind. Möglicherweise war hier ein Stollen angesetzt. 